# Tremors 2. – Ahová lépek, ismét szörny terem
A Tremors 2. – Ahová lépek, ismét szörny terem (eredeti cím: Tremors 2: Aftershocks) 1996-ban bemutatott amerikai horror-filmvígjáték, melyet S. S. Wilson írt és rendezett. Az 1990-es Ahová lépek, szörny terem videófilmes folytatása, a Tremors-sorozat második része. A főbb szerepekben Fred Ward, Christopher Gartin, Michael Gross és Helen Shaver látható. 
Az Amerikai Egyesült Államokban 1996. április 9-én jelentették meg videókazettán, egy héttel később pedig laserdiscen. Bár nem kapott kiemelkedő értékeléseket, egyes kritikusok mégis a legjobban sikerült videófilmes folytatások közé sorolták. Folytatása 2001-ben jelent meg Tremors 3. – Ahová lépek, már megint szörny terem címmel.

## Cselekmény
Az előző rész főhőse, Earl Bassett elvállal egy munkát: magas pénzösszegért cserébe ismét a drabálokkal kell szembenéznie, amelyek felfalták egy mexikói olajfinomító munkásait. A szörnyek azonban időközben továbbfejlődtek és már nem csupán a föld alól képesek támadni.

## Szereplők
| Színész            | Szerep            | Magyar hang     |
| ------------------ | ----------------- | --------------- |
| Fred Ward          | Earl Bassett      | Fülöp Zsigmond  |
| Christopher Gartin | Grady Hoover      | Kerekes József  |
| Helen Shaver       | Dr. Kate Reilly   | Ábrahám Edit    |
| Michael Gross      | Burt Gummer       | Végh Péter      |
| Marcelo Tubert     | Sr. Carlos Ortega | Kovács István   |
| Marco Hernandez    | Julio             | Laklóth Aladár  |
| José Rosario       | Pedro, főmérnök   | eredeti nyelven |
| Thomas Rosales Jr. | olajmunkás        |                 |

## Kritikai fogadtatás
A Rotten Tomatoes weboldalon 8 kritika összegzése után 50%-os értékelésen áll.
A TV Guide kritikája szerint „ez a film ritkaság a videón kiadott folytatások között, nem csupán mozifilmes elődjéhez méltó, de azt is sugallja, hogy ő maga is mozivászonra való… a szörnyek a jelentősen alacsonyabb költségvetés ellenére is teljesen meggyőzőek maradtak” Az Entertainment Weekly kritikusa közepesre értékelte a filmet, amely „nem olyan rossz, mint sok más videófilmes folytatás”. Dicsérte a színészi alakításokat, az operatőri munkát és az effekteket, ugyanakkor bírálta a film második felét, amit „a Jurassic Park arcátlan utánzásának” érzett.

## Fordítás
- Ez a szócikk részben vagy egészben  a   Tremors 2: Aftershocks című angol Wikipédia-szócikk fordításán alapul.  Az eredeti cikk szerkesztőit annak laptörténete sorolja fel. Ez a jelzés csupán a megfogalmazás eredetét és a szerzői jogokat jelzi, nem szolgál a cikkben szereplő információk forrásmegjelöléseként.